# Glozhene Cove

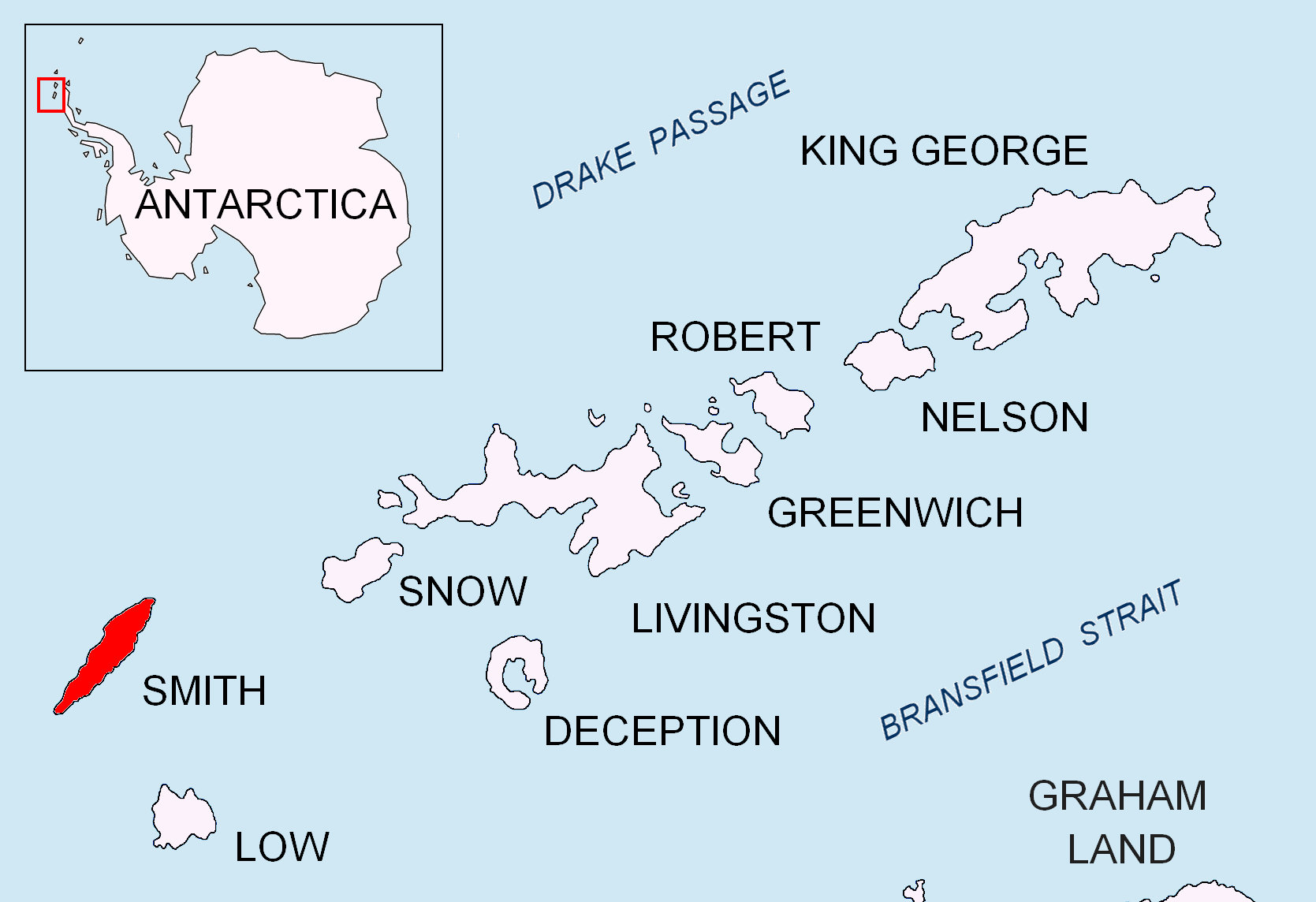
Localizzazione dell'Isola Smith, nelle Isole Shetland Meridionali.

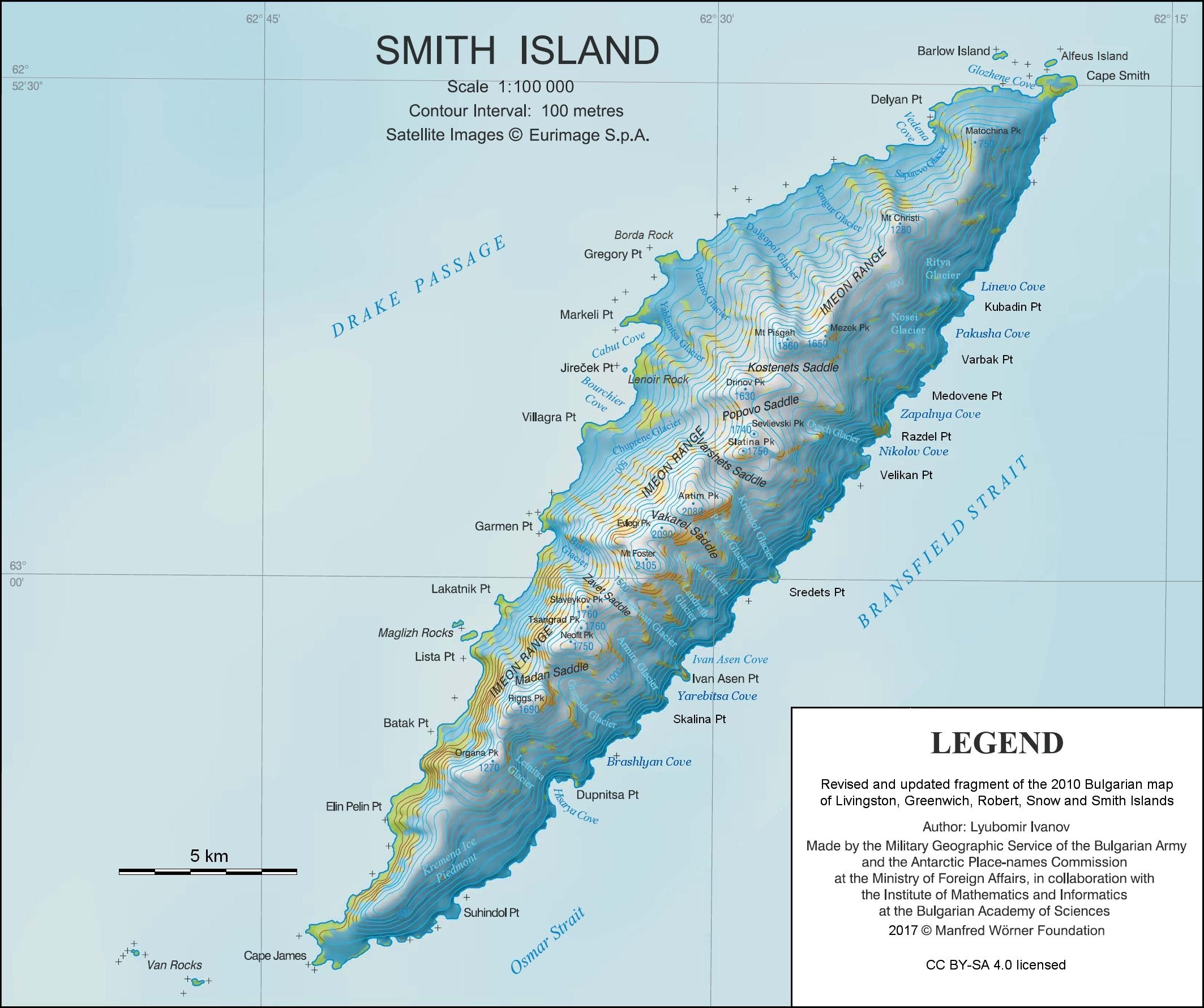
Mappa topografica dell'Isola Smith. La Glozhene Cove si trova all'estremità superiore dell'immagine, nella costa occidentale dell'isola.

La Glozhene Cove (in lingua bulgara: залив Гложене, Zaliv Glozhene) è un'insenatura o baia antartica, situata a ovest di Capo Smith e caratterizzata da un'apertura di 700 m e che indenta per 400 m la costa nordoccidentale dell'Isola Smith, che fa parte delle Isole Shetland Meridionali, in Antartide.

## Localizzazione
La Glozhene Cove è localizzata alle coordinate 62°52′36″S 62°19′26″W.
Mappatura bulgara nel 2009.

## Denominazione
La denominazione è stata assegnata dalla Commissione bulgara per i toponimi antartici in riferimento al villaggio di Glozhene e all'omonimo monastero situato nella parte settentrionale della Bulgaria.

## Mappe
- Chart of South Shetland including Coronation Island, &c. from the exploration of the sloop Dove in the years 1821 and 1822 by George Powell Commander of the same. Scale ca. 1:200000. London: Laurie, 1822.
- L.L. Ivanov. Antarctica: Livingston Island and Greenwich, Robert, Snow and Smith Islands. Scale 1:120000 topographic map. Troyan: Manfred Wörner Foundation, 2010. ISBN 978-954-92032-9-5 (First edition 2009. ISBN 978-954-92032-6-4)
- South Shetland Islands: Smith and Low Islands. Scale 1:150000 topographic map No. 13677. British Antarctic Survey, 2009.
- Antarctic Digital Database (ADD). Scale 1:250000 topographic map of Antarctica. Scientific Committee on Antarctic Research (SCAR). Since 1993, regularly upgraded and updated.
- L.L. Ivanov. Antarctica: Livingston Island and Smith Island. Scale 1:100000 topographic map. Manfred Wörner Foundation, 2017. ISBN 978-619-90008-3-0